# Sokhna Gallé
Pour les articles homonymes, voir Gallé.
Sokhna Gallé, née le 23 avril 1994 à Dakar, est une athlète française, spécialiste du triple saut.

## Biographie
Sokhna Gallé est médaillée d'argent du triple saut aux Jeux olympiques de la jeunesse d'été de 2010 se déroulant à Singapour, où elle a le statut de porte-drapeau de la délégation française. Elle est médaillée d'or des Championnats du monde d'athlétisme jeunesse 2011 se tenant à Lille. Elle est ensuite médaillée d'argent au Festival olympique de la jeunesse européenne 2011 se tenant à Trabzon.

## Palmarès
| Date | Compétition                                  | Lieu      | Résultat | Marque  |
| ---- | -------------------------------------------- | --------- | -------- | ------- |
| 2010 | Jeux olympiques de la jeunesse               | Singapour | 2e       | 13,04 m |
| 2011 | Championnats du monde jeunesse               | Lille     | 1re      | 13,62 m |
| 2011 | Festival olympique de la jeunesse européenne | Trabzon   | 2e       | 13,11 m |

| Date | Compétition                     | Lieu          | Résultat | Marque  |
| ---- | ------------------------------- | ------------- | -------- | ------- |
| 2010 | Championnats de France 2010     | Valence       | 3e       | 13,43 m |
| 2018 | Championnats de France en salle | Liévin        | 3e       | 13,36 m |
| 2019 | Championnats de France en salle | Miramas       | 3e       | 13,63 m |
| 2019 | Championnats de France          | Saint-Étienne | 3e       | 13,35 m |